# Carnarvon Castle
Die Carnarvon Castle war ein 1926 in Dienst gestelltes Passagierschiff, das für die britische Reederei Union-Castle Line im Passagier- und Postverkehr zwischen Großbritannien und Südafrika eingesetzt wurde. Sie war das erste Motorschiff ihrer Reederei und wurde erst 1962 nach 36 Dienstjahren außer Dienst gestellt. Im Zweiten Weltkrieg diente sie als Hilfskreuzer und als  Truppentransporter.

## Passagierschiff
Das 20.063 Bruttoregistertonnen (BRT) große Motorschiff Carnarvon Castle wurde bei Harland & Wolff im nordirischen Belfast gebaut und lief am 14. Januar 1926 vom Stapel. Das 192,23 Meter lange und 22,4 Meter breite Schiff hatte zwei Schornsteine, zwei Masten und zwei Propeller. Sie war bis dahin größte Schiff der Union-Castle Line und ihr erstes Motorschiff. An Bord war Platz für 310 Passagiere der Ersten, 275 der Zweiten und 266 der Dritten Klasse.

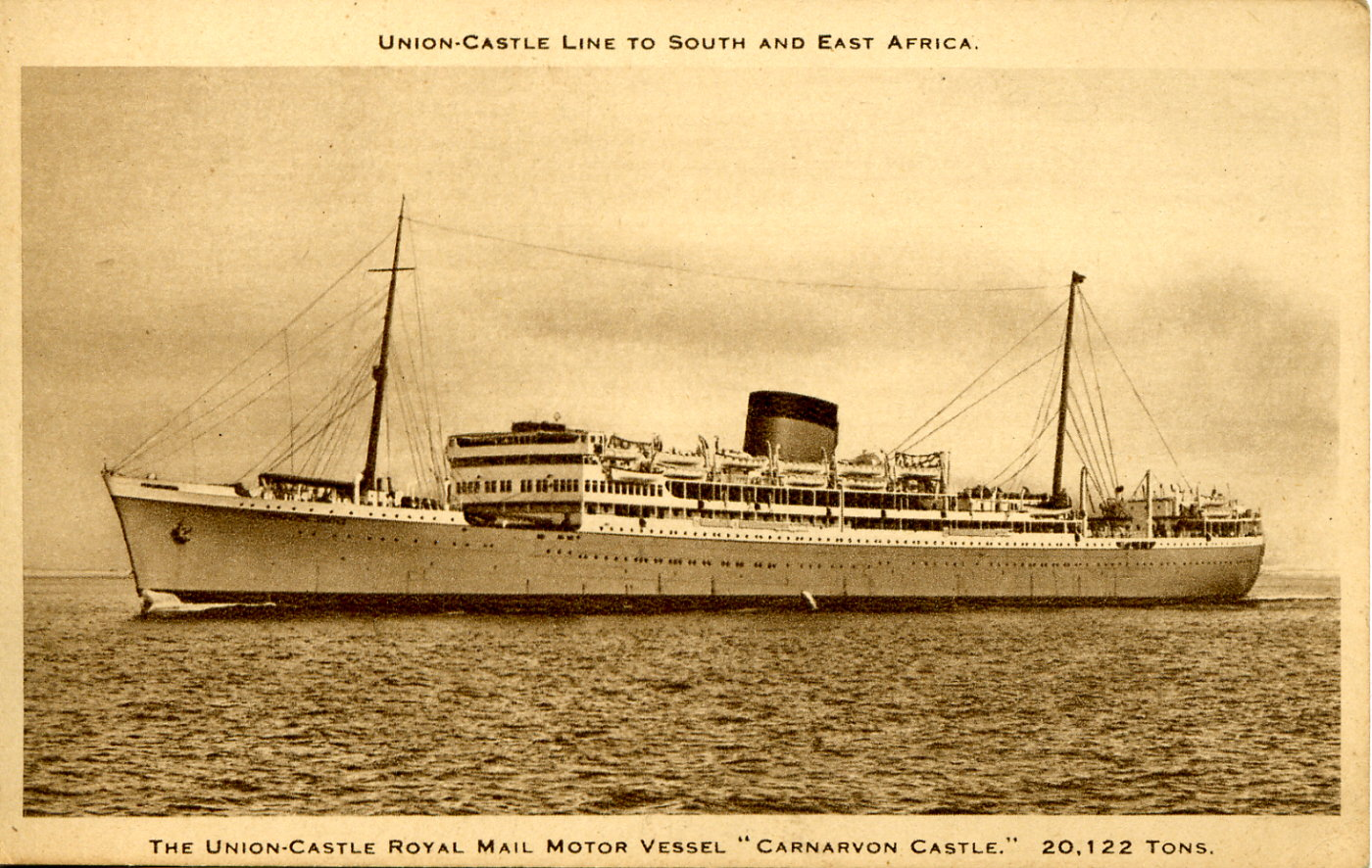
Die Carnarvon Castle nach dem Umbau (1938)

Die Carnarvon Castle war in London registriert und lief am 16. Juli 1926 in Southampton zu ihrer Jungfernfahrt nach Südafrika aus. Dabei steuerte sie die Häfen von Port Elizabeth, Port Natal, East London und Kapstadt an. Diese Route behielt sie bis zum Krieg bei.
1937/38 wurde das Schiff runderneuert. Es erhielt einen neuen Bug, neue Maschinen und die beiden Schornsteine wurden durch einen neuen ersetzt. Durch die Umbauten, die die eleganten Linien des Schiffs noch verstärkten, verlängerte sich der Schiffsrumpf auf 201,47 Meter und die Tonnage erhöhte sich auf 20.122 BRT / 12.089 NRT. Am 8. Juli 1938 nahm die Carnarvon Castle ihren Passagierverkehr wieder auf. Zwei Monate später stellte sie auf der Route nach Kapstadt einen neuen Rekord auf, der bis 1954 aufrechterhalten blieb: Sie bewältigte die Strecke in 12 Tagen, 13 Stunden und 36 Minuten.

## Zweiter Weltkrieg
Am 8. September 1939 wurde die Carnarvon Castle von der Royal Navy angefordert und in Simon’s Town (Südafrika) in einen bewaffneten Hilfskreuzer (Armed Merchant Cruiser) umgewandelt. Ihre Bewaffnung bestand aus acht 6-Inch-Kanonen, zwei 3-Inch-Flugabwehrkanonen und sechs Maschinengewehren. Ihre Kriegsbesatzung wurde aus Angehörigen der Royal Naval Reserve (RNR) und der Royal Naval Volunteer Reserve (RNVR) rekrutiert. Neuer Kommandant wurde Kapitän George Bridges Lewis. Am 9. Oktober 1939 war die Umrüstung abgeschlossen.
Erstes Einsatzgebiet der Carnarvon Castle war der Südatlantik, wo sie von Oktober 1939 bis April 1940 zur South Atlantic Station gehörte. Dort sollte sie hauptsächlich den Übergriffen deutscher Hilfskreuzer und Handelsstörkreuzer auf die dortige Handelsschifffahrt entgegenwirken. Im Mai 1940 wechselte sie zur Freetown Escort Force, wo sie bis Juni 1941 blieb. Im Mai 1940 wurde Kapitän Henry Noel Marryat Hardy das Kommando übergeben, der die Carnarvon Castle bis April 1942 kommandierte.
Am 5. Dezember 1940 kam es etwa 700 Seemeilen östlich von Montevideo zu einem Gefecht mit dem deutschen Hilfskreuzer Thor, in dessen Verlauf die Carnarvon Castle 27 Granatentreffer abbekam. Die Thor, die selber unbeschädigt blieb, schoss auch zwei Torpedos ab, die aber beide ihr Ziel verfehlten. An Bord der Carnarvon Castle gab es vier Tote und 28 Verletzte. Sie legte in Montevideo an, wo die Reparaturen vorgenommen wurden. Später wurde sie wieder im Südatlantik und ab Mai 1943 auch im West Africa Command unter General Sir George Giffard eingesetzt. Außerdem wurde sie mit Radar ausgestattet. Ab November 1943 wurde die Carnarvon Castle als Truppentransporter zwischen Großbritannien und den USA im Dienst des Ministry of War Transport (MoWT) verwendet.

## Späte Jahre
Im März 1947 wurde der einstige Luxusliner nach fast acht Jahren wieder der Union-Castle Line übergeben. In den ersten Nachkriegsjahren diente die Carnarvon Castle als Auswandererschiff mit 1283 Kojen, bis sie 1949/50 erneuten Modernisierungen unterzogen wurde. Dadurch erhöhte sich der Rauminhalt nochmal auf 20.141 BRT. Im Juni 1950 nahm sie ihren alten Passagier- und Postdienst wieder auf, bis sie 1962 aus dem Verkehr gezogen und im darauffolgenden Jahr abgewrackt wurde.